# Fanerozoico
| Eone                                                                                          | Era        | Periodo     | Epoca          | Inizio (Milioni di anni fa) |
| --------------------------------------------------------------------------------------------- | ---------- | ----------- | -------------- | --------------------------- |
| Fanerozoico                                                                                   | Cenozoico  | Quaternario | Olocene        | 0,0117                      |
| Fanerozoico                                                                                   | Cenozoico  | Quaternario | Pleistocene    | 2,58                        |
| Fanerozoico                                                                                   | Cenozoico  | Neogene     | Pliocene       | 5,333                       |
| Fanerozoico                                                                                   | Cenozoico  | Neogene     | Miocene        | 23,04                       |
| Fanerozoico                                                                                   | Cenozoico  | Paleogene   | Oligocene      | 33,9                        |
| Fanerozoico                                                                                   | Cenozoico  | Paleogene   | Eocene         | 56,0                        |
| Fanerozoico                                                                                   | Cenozoico  | Paleogene   | Paleocene      | 66,0                        |
| Fanerozoico                                                                                   | Mesozoico  | Cretacico   |                | 143,1 ±0,6                  |
| Fanerozoico                                                                                   | Mesozoico  | Giurassico  | 201,4 ±0,2     |                             |
| Fanerozoico                                                                                   | Mesozoico  | Triassico   | 251,902 ±0,024 |                             |
| Fanerozoico                                                                                   | Paleozoico | Permiano    |                | 298,9 ±0,15                 |
| Fanerozoico                                                                                   | Paleozoico | Carbonifero | Pennsylvaniano | 323,4 ±0,4                  |
| Fanerozoico                                                                                   | Paleozoico | Carbonifero | Mississippiano | 358,86 ±0,19                |
| Fanerozoico                                                                                   | Paleozoico | Devoniano   |                | 419,62 ±1,36                |
| Fanerozoico                                                                                   | Paleozoico | Siluriano   | 443,1 ±0,9     |                             |
| Fanerozoico                                                                                   | Paleozoico | Ordoviciano | 486,85 ±1,5    |                             |
| Fanerozoico                                                                                   | Paleozoico | Cambriano   | 538,8 ±0,6     |                             |
| Suddivisione del Fanerozoico secondo la Commissione internazionale di stratigrafia dell'IUGS. |            |             |                |                             |

L'eone Fanerozoico (da φανερός, visibile, e ζωή, vita = "vita visibile") è la seconda delle due grandi suddivisioni della scala dei tempi geologici durante la quale è esistita (ed esiste) abbondante vita animale. È l'eone corrente, iniziato 538,8 ± 0,6 milioni di anni fa, quando diversi animali a guscio duro, probabilmente antenati degli attuali molluschi, apparvero per la prima volta.
Il tempo precedente all'eone fanerozoico è comunemente denominato Precambriano, ed unisce in sé i 3 eoni precedenti (Adeano, Archeano e Proterozoico).

## Datazione
Nel XIX secolo, la datazione fu stabilita con la prima comparsa importante di fossili di metazoi. Ma sulla base della moderna Tassonomia furono identificate anche varie specie di metazoi Precambriani, sulla base di studi sistematici di alcune forme ritrovate intorno al 1950.
Molti geologi e paleontologi probabilmente scelsero il confine Precambriano-Fanerozoico o con riferimento ai punti classici, cioè con l'apparizione dei primi trilobiti e archaeocyatha, o con la comparsa di forme complesse (predatorie?) di alimentazione denominate Phycodes pedum; o con la nascita di gruppi di piccole forme corazzate, generalmente disarticolate, denominate small shelly fauna. I tre diversi punti di vista sono tuttavia compresi in un intervallo temporale ristretto, con un errore intorno a pochi milioni di anni (Vedi anche Cambriano).

## Definizioni stratigrafiche e GSSP
La base dell'eone Fanerozoico, come pure dell'era del Paleozoico, del periodo Cambriano, dell'epoca del Terranoviano e del suo primo stadio, il Fortuniano, è definita dalla prima comparsa del fossile traccia Trichophycus pedum.

## Suddivisioni
La Commissione Internazionale di Stratigrafia riconosce per il Fanerozoico la suddivisione in tre ere, ordinate dalla più recente alla più antica secondo il seguente schema:
- Cenozoico, da 66,0 Milioni di anni fa (Ma) a tutt'oggi
- Mesozoico, da 251,902 ± 0,024 Ma a 66,0 Ma
- Paleozoico, da 538,,8 ± 0,6 Ma a 251,902  ± 0,024 Ma

## Contenuto Fossilifero e Fauna

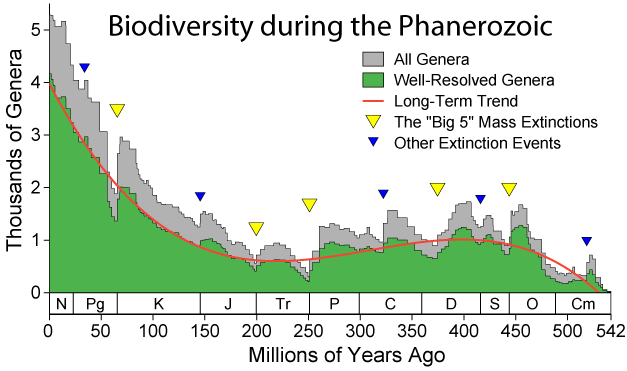
Durante il Fanerozoico la biodiversità mostra una crescita, anche se non monotona, da zero a diverse migliaia di generi. Nell'immagine sono anche mostrate le 5 grandi estinzioni di massa (triangoli gialli).

Durante il Fanerozoico si sono avuti l'evoluzione e lo sviluppo di un gran numero di phyla animali; l'evoluzione e lo sviluppo delle piante terrestri; lo sviluppo di piante complesse; l'evoluzione dei pesci; la comparsa di animali terrestri; e infine l'origine e lo sviluppo della fauna moderna (e dell'Homo sapiens).

## Paleogeografia
Durante tale periodo si ebbe, ed è tuttora in corso, un complesso movimento delle masse continentali, a seguito della Tettonica delle placche. Dalla frammentazione di un antichissimo supercontinente precambriano denominato Rodinia, si arrivò, durante il Permiano-Triassico ad una nuova unione delle masse emerse in un Supercontinente denominato Pangea che si divise poi nuovamente per dare origine alle attuali masse continentali.